# سرگئی مونیا
سرگئی مونیا (روسی: Сергей Александрович Моня؛ زادهٔ ۱۵ آوریل ۱۹۸۳) بازیکن بسکتبال اهل روسیه است.
از باشگاه‌هایی که در آن بازی کرده‌است می‌توان به ساکرامنتو کینگز، باشگاه بسکتبال زسکا مسکو، و پورتلند تریل بلیزرز اشاره کرد.
وی در مسابقات کشوری و بین‌المللی در مجموع برندهٔ ۱ مدال طلا، ۲ مدال برنز شده‌است.